# Under Siege (2021)
Under Siege (2021) – gala wrestlingu zorganizowana przez amerykańską federację Impact Wrestling, która była transmitowana za pomocą platformy Impact Plus. Odbyła się 15 maja 2021 w Skyway Studios w Nashville.
Karta walk składała się z dziewięciu pojedynków, w tym trzech o tytuły mistrzowskie. W walce wieczoru Moose pokonał Chrisa Beya, Matta Cardonę, Samiego Callihana, Chrisa Sabina i Treya Miguela, zostając pretendentem do walki o Impact World Championship. W innych walkach Josh Alexander obronił Impact X Division Championship przeciwko El Phantasmo, Deonna Purrazzo zachowała Impact Knockouts Championship w spotkaniu z Havok, natomiast Fire and Flava (Kiera Hogan i Tasha Steelz) odebrały Jordynne Grace i Rachael Ellering Impact Knockouts Tag Team Championship.

## Rywalizacje
Under Siege oferowało walki wrestlingu z udziałem różnych zawodników na podstawie przygotowanych wcześniej scenariuszy i rywalizacji, które są realizowane podczas cotygodniowych odcinków programu Impact!. Wrestlerzy odgrywają role pozytywnych (face) lub negatywnych bohaterów (heel), którzy rywalizują pomiędzy sobą w seriach walk mających budować napięcie.

## Wyniki
Zestawienie zostało oparte na źródłach:
| Nr                                                                 | Walki* | Stypulacje                                                                                 | Czas  |
| ------------------------------------------------------------------ | --- | ------------------------------------------------------------------------------------------ | ----- |
| 1                                                                  | Brian Myers pokonał Black Taurusa (z Crazzym Steve’em i Rosemary)                                                                         | Singles match                                                                              | 9:10  |
| 2                                                                  | Taylor Wilde i Tenille Dashwood (z Kalebem with a K) pokonały Kimber Lee i Susan                                                          | Tag Team match                                                                             | 4:27  |
| 3                                                                  | Ace Austin i Madman Fulton pokonali Peteya Williamsa i TJP, Rohita Raju i Sherę oraz XXXL (Acey Romero i Larry D)                         | Four Way Tag Team match o miano pretendentów do walki o Impact World Tag Team Championship | 13:52 |
| 4                                                                  | W. Morrissey pokonał Williego Macka | Singles match                                                                              | 11:55 |
| 5                                                                  | Fire and Flava (Kiera Hogan i Tasha Steelz) pokonały Jordynne Grace i Rachael Ellering (c)                                                | Tag Team match o Impact Knockouts Tag Team Championship                                    | 12:37 |
| 6                                                                  | Josh Alexander (c) pokonał El Phantasmo                                                                                                   | Singles match o Impact X Division Championship                                             | 16:44 |
| 7                                                                  | Deonna Purrazzo (c) (z Kimber Lee i Susan) pokonała Havok                                                                                 | Singles match o Impact Knockouts Championship                                              | 8:39  |
| 8                                                                  | Eddie Edwards i FinJuice (David Finlay i Juice Robinson) pokonali The Elite (Kenny Omega, Doc Gallows i Karl Anderson) (z Donem Callisem) | Six Man Tag Team match                                                                     | 19:57 |
| 9                                                                  | Moose pokonał Chrisa Beya, Matta Cardonę, Samiego Callihana, Chrisa Sabina i Treya Miguela                                                | Six Way match o miano pretendenta do walki o Impact World Championship                     | 10:48 |
| (c) – mistrz/mistrzyni przed walką*Karta może jeszcze ulec zmianie | |                                                                                            |       |